# Tilenchide
Tilenchidele (Tylenchida) este un ordin de nematozi paraziți la plante, din clasa Secernentea, de talie redusă, cu lungimea corpului în jur de 1 mm, rareori de câțiva milimetri. Gura este armată cu un stilet (stoma transformată într-un stomatostilet) protractil caracteristic. Esofagul în zona corpului prezintă un bulb median (valvular sau nevalvular) și unul bazal posterior în regiunea posterioară (istmul),  glandulară. Canalul excretor lateral este limitat la o singură coardă hipodermică. Majoritatea reprezentanților acestui ordin sunt paraziți pe plante (fitoparaziți) și într-o măsură redusă sunt forme foretice sau endoparazite la insecte. Cele mai des întâlnite specii din acest ordin sunt Anguina tritici (parazitează la grau), Heterodera schachtii (parazit la sfeclă), Meloidogyne incognita (produce gale ale rădăcinilor). Ordinul Tylenchida este reprezentat prin două subordine: Tylenchina (cu 3 suprafamilii Criconematoidea, Tylenchoidea și Sphaerulariina) și Aphelenchina (cu o singură  suprafamilie Aphelenchoidea). Aceste subordine se deosebesc prin poziția orificiului canalului glandei esofagiene dorsale, și anume în partea anterioară a esofagului și în apropierea bazei stiletului la Tylenchina, în timp ce la Aphelenchina se află în interiorul bulbului median. În unele clasificări subordinul Aphelenchina  este ridicat în rang de ordin, Aphelenchida.